# Delonix decaryi
Delonix decaryi (R.Vig.) Capuron, 1968 è una pianta appartenente alla famiglia Fabaceae, endemica del Madagascar, ove è comunemente nota come fengoky.

## Descrizione
È una specie arborea con tipici fusti a forma di sigaro, alti 3–10 m. Le foglie sono bipinnate. I fiori sono grandi 7–8 cm, con petali bianchi, il superiore con una macchia gialla; si schiudono nelle ore notturne , con stami e stilo protrudenti, di colore dal rosa al rosso acceso.

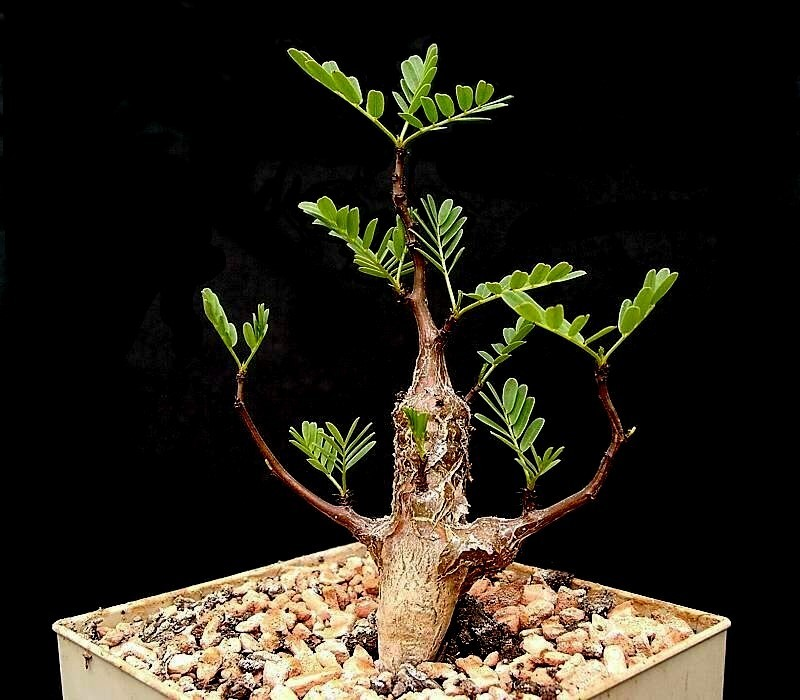
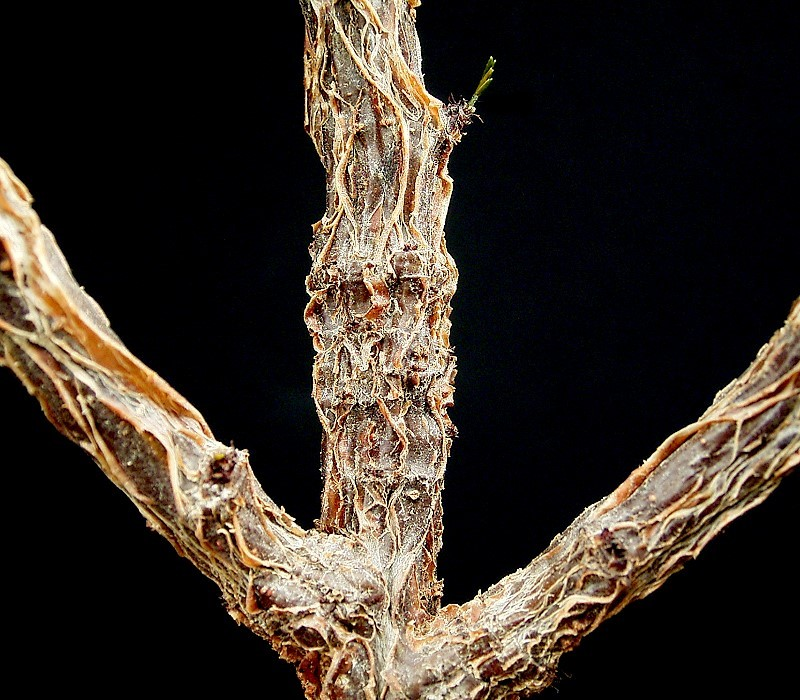
Fusto
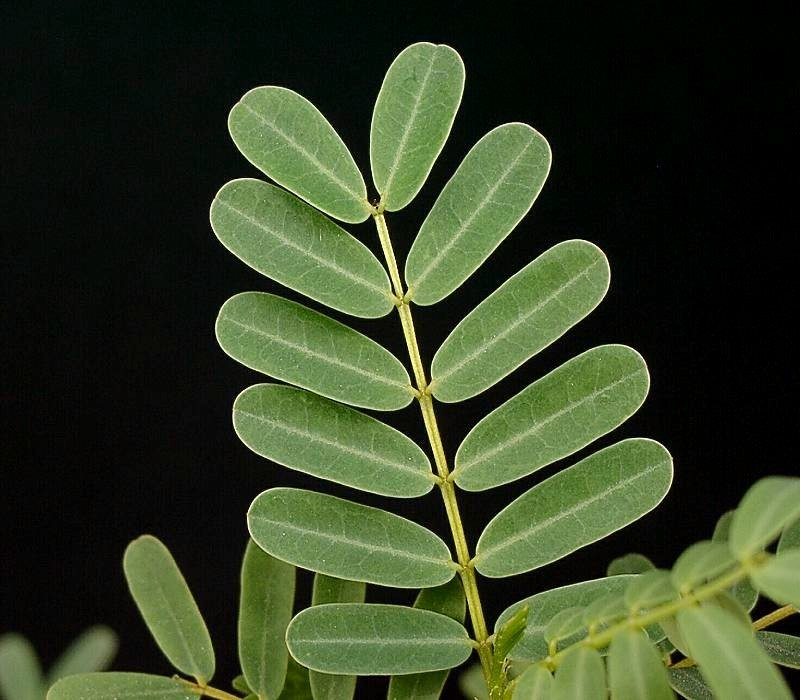
Foglie

## Biologia
Per analogia con altre specie simili, caratterizzate dai grandi fiori odorosi ad antesi notturna, si suppone che la impollinazione di Delonix decaryi sia mediata da farfalle notturne.

## Distribuzione e habitat
L'areale della specie è circoscritto alla foresta spinosa delle aree costiere del Madagascar sud-occidentale.

## Conservazione
Per la ristrettezza del suo areale D. decaryi è classificata dalla IUCN Red List come specie vulnerabile (Vulnerable).
È presente all'interno del parco nazionale di Tsimanampetsotsa e della riserva speciale di Cap Sainte Marie.